# Macrobiotus sottilei
Espèce
Macrobiotus sottilei est une espèce de tardigrades de la famille des Macrobiotidae.

## Distribution
Cette espèce est endémique de Biélorussie.

## Publication originale
- Pilato, Kiosya, Lisi & Sabella, 2012 : New records of Eutardigrada from Belarus with the description of three new species. Zootaxa, no 3179, p. 39-60.